# Nagy Sándor (lelkész, 1835–1897)
Nagy Sándor (Debrecen, 1835. március 18. – Erdőhegy, 1897. április 10.) református lelkész. 

## Élete
Szegénysorsú szülőktől; amikor a gimnázium VI. osztályát elvégezte, nevelő lett Kocsondon egy évig, azután visszament Debrecenbe tanulását folytatni; négy évvel később Tiszafüredre ment tanítónak. A teológiát 1857-ben végezte és azután két évig köztanító és esküdt felügyelő volt Debrecenben. 1861. október 1-jén Hajdúböszörménybe ment rektornak, tanítván ott a gimnázium III., IV. és V. osztályában minden tárgyat. 1862. október 2-án Nagyszalontán gimnáziumi tanár lett és itt öt évig működött. 1867 augusztusától református lelkész volt Ágyán. 1897 áprilisban hunyt el Erdőhegyen, amikor látogatóban járt Csiha Márton lelkésznél.
Cikkeket írt a Protestáns Egyházi és Iskola Lapba s a debreceni és a budapesti más egyházi lapokba, összesen száznál több cikket. A Gonda László által kiadott Tanító és Pap levelei c. füzetben a tanító leveleit ő írta, melyek közül az Egyetértés is közölt néhányat.
Mint végzett teológus írt egy pályamunkát ezen kérdésre: Mit jelent dogmatikai értelemben a szabad akarat és az isteni kegyelem? Ezen dolgozatával a kitűzött jutalmat megnyerte.